# Trtar
Trtar ali cigarar (znanstveno ime Byctiscus betulae) je od 6 do 9 mm dolg hrošček svetlikajoče modre, zelenkaste ali bakrene barve. Velike kolonije teh hroščkov so škodljivci vinske trte. Samice tega hroščka z izrazitim »rilčkom« namreč nagrizejo peclje listov in uvele liste cigarasto zvijejo, vanje pa izležejo največkrat tri do štiri jajčeca. Na leto imajo eno generacijo.
Večjo škodo kot z zvijanjem listov povzročajo z objedanjem brstov in mladih listov. Ekonomsko ni posebej pomembna vrsta, ker se prehranjuje tudi z drugimi vrstami rastlin. Proti trtarju se vinogradniki borijo z različnimi insekticidi.